# Montagnac-la-Crempse
Montagnac-la-Crempse là một xã của Pháp, nằm ở tỉnh Dordogne trong vùng Aquitaine của Pháp. Xã này có diện tích 25,49 km2, dân số năm 2007 là 385 người.
Montagnac-la-Crempse nằm ở khu vực có độ cao tối đa là 199 m.

## Hành chính
| Danh sách các xã trưởng                |             |                  |                  |         |
| Giai đoạn                              | Giai đoạn   | Tên              | Đảng             | Tư cách |
| -                                      | 1989        | Maurice Deffieux | -                | -       |
| 1989                                   | đương nhiệm | Henri Gaillard   | không chính thức | hưu trí |
| Tất cả các dữ liệu trước đây không rõ. |             |                  |                  |         |

## Thông tin nhân khẩu
| Năm    | 1962 | 1968 | 1975 | 1982 | 1990 | 1999 | 2007 |
| ------ | ---- | ---- | ---- | ---- | ---- | ---- | ---- |
| Dân số | 444  | 448  | 409  | 365  | 363  | 381  | 385  |